# Proporcjonalna alokacja próby
Proporcjonalna alokacja próby – alokacja polegająca na losowaniu podprób z poszczególnych warstw, tak, że stosunek liczebności każdej podpróby do liczebności całej próby jest równy stosunkowi liczebności danej warstwy w stosunku do liczebności całej populacji generalnej. Dzięki takiemu podejściu otrzymana próba jest automatycznie próbą wyważoną.
W losowaniu warstwowym z alokacją proporcjonalną liczby losowań {\displaystyle n_{h}} z h-tej warstwy są ustalone według następującego wzoru:
{\displaystyle n_{h}=n\cdot {\frac {N_{h}}{N}}}
Przeprowadzenie lokalizacji próby w losowaniu warstwowym jest procesem wyjątkowo łatwym do przeprowadzenia, nie wymagającym dodatkowych szacunków i obliczeń.